# Genzō Kurita
Genzō Kurita (jap. 栗田 源蔵 Kurita Genzō; ur. 3 listopada 1926 w Akita, zm. 14 października 1959) – japoński seryjny morderca. W latach 1948–1952 zamordował osiem osób.

## Zbrodnie
Pierwszych dwóch morderstw Kurita dokonał w lutym 1948 roku. Zamordował wówczas dwie swoje byłe dziewczyny. W sierpniu 1951 r. zgwałcił i zamordował 24-letnią kobietę. Gdy ta nie żyła, dopuścił się aktu nekrofilii na jej zwłokach.
11 października 1951 r. Kurita zgwałcił i zamordował 29-letnią kobietę. Świadkami tej zbrodni była trójka dzieci kobiety. Kurita zabrał dzieci na klif Osenkorogashi w prefekturze Chiba, a następnie zepchnął je z niego. Dwoje dzieci nie przeżyło upadku, a lekarzom udało się uratować tylko 7-letnią dziewczynkę.
Ostatnich dwóch morderstw Kurita dokonał 13 stycznia 1952 roku. Zamordował wówczas 63-letnią kobietę i jej 24-letnią bratanicę. Po zabójstwach Kurita dokonał aktu nekrofilii na zwłokach młodszej kobiety.

## Aresztowanie i proces
Kurita został aresztowany 16 stycznia 1952 r. W sierpniu 1952 r. sąd w Chiba, skazał Kuritę za dwa ostatnie morderstwa na karę śmierci. 21 grudnia 1953 r. sąd w Utsunomiya skazał Kuritę za pozostałe sześć morderstw na karę śmierci przez powieszenie.
Genzō Kurita został stracony w październiku 1959 r.